# Károly Khuen-Héderváry
Károly Khuen-Héderváry hrabě de Hédervár (německy Carl Borromeus Anton Josef Maria Wilhelm Graf Khuen-Belasi-Héderváry, Graf zu Lichtenberg, Freiherr von Neu Lembach und Gandegg) (23. května 1849 Jeseník – 16. února 1918 Budapešť) byl uherský šlechtic a rakousko-uherský politik. Jako absolvent práv se od mládí uplatňoval v politice a ve státní správě. Dvacet let zastával funkci chorvatského bána (1883–1903) a poté byl dvakrát uherským předsedou vlády (1903, 1910–1912). 

## Biografie

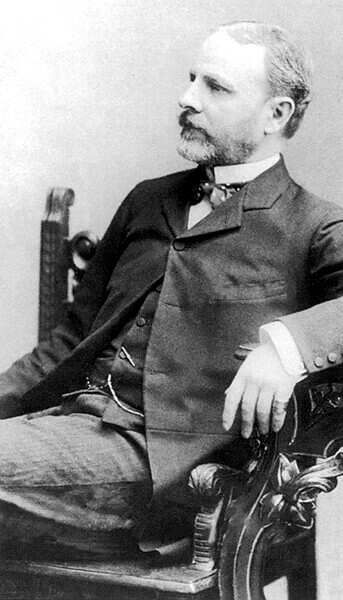
Károly Khuen-Héderváry jako uherský ministerský předseda (1903)

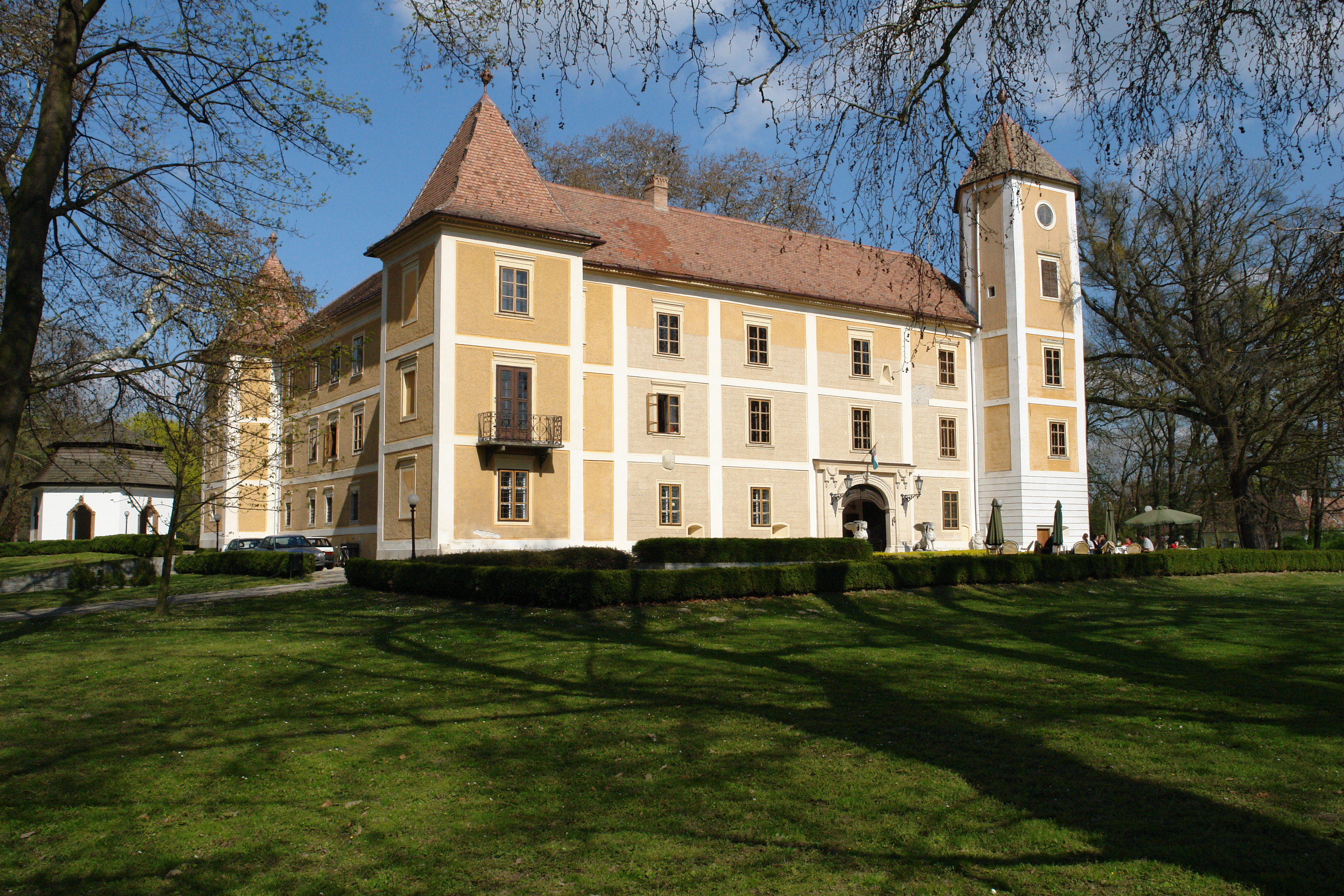
Zámek Hédervár, hlavní sídlo rodu Khuen-Héderváry 1873–1945

Pocházel ze starého šlechtického rodu Khuen-Belasi usazeného od 117. století v Chorvatsku. Narodil se jako nejstarší syn do početné rodiny hraběte Antona Khuena (1817-1886) a jeho manželky Angeliky, rozené baronky Izdenczyové (1823–1894). Jeho rodištěm byl hotel U císaře rakouského v Jeseníku, protože otec byl v té době pacientem Vinzenze Priessnitze. V Jeseníku rodina strávila několik let, později se přesunula na rodové statky v Chorvatsku. Károly studoval na církevních gymnáziích v Pešti a Pécsi, poté absolvoval práva na univerzitě v Záhřebu. Začínal jako právník u krajského soudu v Záhřebu, později působil ve správě župy Srem. V letech 1875 a 1878 byl zvolen poslancem uherského sněmu jako kandidát Liberální strany a stoupenec politiky Kálmána Tiszy. V roce 1882 byl jmenován vrchním županem v Győru, kde proslul organizováním záchranných prací po povodních v lednu 1883.
Po nepokojích a dočasné vojenské vládě generála Ramberga byl k datu 1. prosince 1883 jmenován do funkce chorvatského bána, kterou zastával dvacet let. Jeho správa tehdejší jižní uherské země byla ovlivněna snahami o pevnější spojení mezi Chorvatskem a zbytkem Zalitavska. Prosazoval myšlenku tzv. Velkého Maďarska (spojených zemí od Karpat po Jadran). Hned po příchodu do funkce eliminoval vliv chorvatské opozice, jeho další působení provázela korupce a často nezákonné prostředky v potlačování protimaďarské politiky. V Chorvatsku provedl celou řadu správních reforem. Za jeho působení země zažila hospodářský růst, rozvíjí se průmysl, byly zakládány nové továrny, banky, pojišťovny, zemědělské podniky, pivovary ad. Rozvíjela se i menší města díky elektrifikaci. Proti tomu se však postavilo stále silnější hnutí o dodržování chorvatského státního práva (tzv. Pravaši) a také stoupající chorvatský nacionalismus, který se projevoval především ve městech. Khuen-Héderváry se stal symbolem maďarizace, prosazoval maďarštinu v úřadech i jako vyučovací jazyk na gymnáziích. Sám přitom výborně mluvil chorvatsky a naopak z Budapešti byl paradoxně kritizován pro příliš shovívavé postoje k Chorvatům. Ve funkci bána byl několikrát konfrontován s projevy nespokojenosti, například v roce 1895 při návštěvě císaře Františka Josefa při příležitosti slavnostního otevření Národního divadla v Záhřebu.
Po dalších nepokojích v roce 1903 byl z Chorvatska odvolán, ale protože měl celoživotní podporu císaře Františka Josefa, byl v červnu téhož roku jmenován předsedou uherské vlády. Nedokázal ale najít podporu pro navrženou daňovou politiku a financování uherské zeměbrany, musel již v listopadu odstoupit. V následující vládě Istvána Tiszy zastával od 3. března 1904 funkci ministra a latere, tj. zástupce uherské vlády ve Vídni. S celým kabinetem odstoupil v červnu 1905. Na začátku roku 1910 spolu s Istvánem Tiszou založil nový politický subjekt, Národní stranu práce, která byla složená z velkostatkářů a podnikatelů, jejím programem byla podpora dualismu. Národní strana práce zvítězila v roce 1910 ve volbách a Khuen-Héderváry byl znovu jmenován do funkce uherského ministerského předsedy, zároveň spravoval resort vnitra. Podobně jako v Chorvatsku volil nepříliš vybíravé prostředky k omezení vlivu opozice a musel rezignovat v dubnu 1912. Nadále se veřejného života zúčastňoval jen z pozice člena Sněmovny magnátů, kromě toho zastával čestnou funkci ředitele Maďarské hypoteční úvěrové banky. 
Zemřel v Budapešti 16. února 1918 ve věku 68 let na následky mrtvice, pohřben byl v rodové hrobce v Héderváru.

## Tituly a ocenění

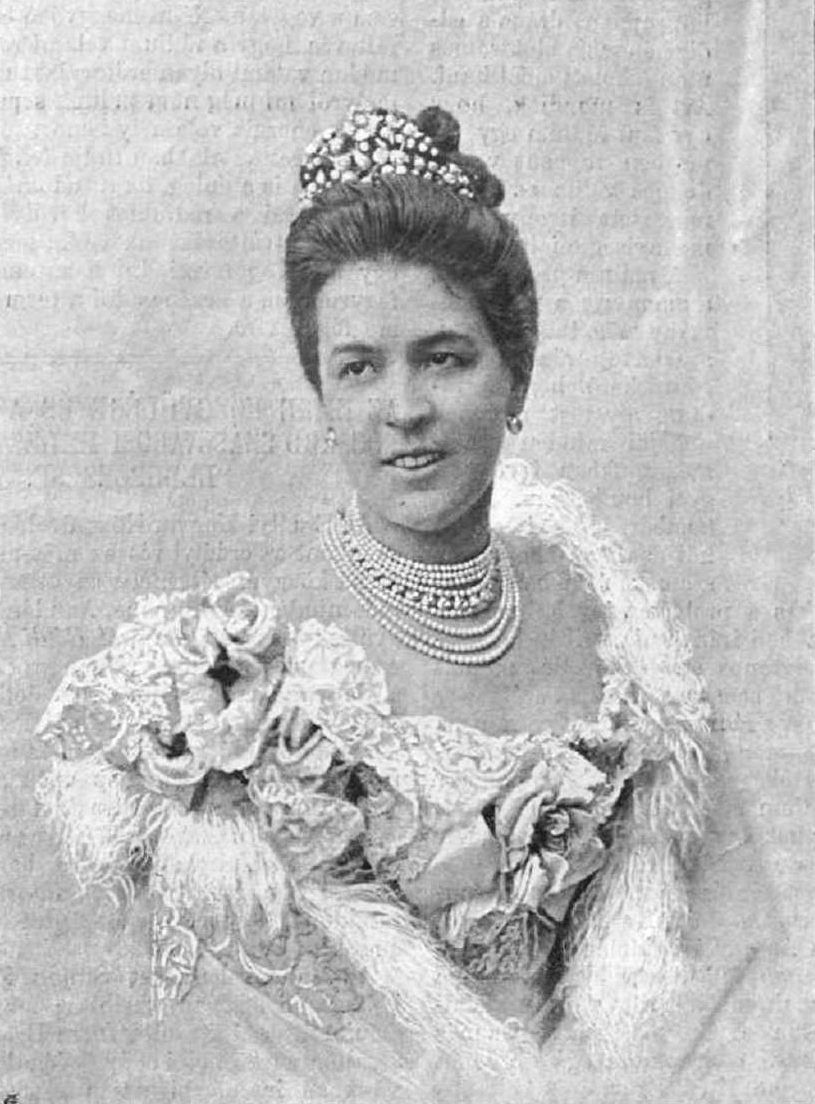
Manželka Margit, rozená hraběnka Teleki (1860–1922)

Rodina Khuen-Belasi užívala již od roku 1630 hraběcí titul. Károly zdědil v roce 1873 majetek po strýci Hederichovi (1802–1873) z vymírajícího rodu hrabat Viczayů de Hédervár. Na základě toho požádal o rozšíření jména a od 3. prosince 1874 užíval příjmení Khuen-Belasi-Héderváry, respektive jen Khuen-Belasi. Ve funkci chorvatského bána obdržel v roce 1883 titul c. k. tajného rady s nárokem na oslovení Excelence a v roce 1886 byl jmenován c. k. komořím. Jako majitel velkostatků byl také dědičným členem uherské Sněmovny magnátů. Během působení v Chorvatsku získal čestné občanství v Záhřebu a Varaždínu. Za zásluhy se stal nositelem několika vyznamenání v Rakousku-Uhersku i v zahraničí, nejvyššího ocenění dosáhl v roce 1891 jako rytíř Řádu zlatého rouna.

### Rakousko-Uhersko
- Řád železné koruny I. třídy (1885)
- Řád zlatého rouna (1891)
- Jubilejní pamětní medaile (1898)
- velkokříž Královského uherského řádu svatého Štěpána (1910)

### Zahraničí
- Řád koruny I. třídy (Německo)
- Řád lva a slunce I. třídy (Persie)
- velkokříž Leopoldova řádu (Belgie)
- velkokříž Řádu rumunské hvězdy (Rumunsko)
- velkokříž Řádu bílého orla (Srbsko)
- rytíř Řádu Albrechtova (Sasko)

## Rodina
V roce 1880 se oženil s uherskou šlechtičnou hraběnkou Margit Telekiovou de Szék (1860–1922), která byla mimo jiné příbuznou Kálmána Tiszy. Později se stala c. k. palácovou dámou a dámou Řádu hvězdového kříže. Svatba se konala na telekiovském zámku Gyömrő poblíž Budapešti. Z manželství se narodili dva synové. Starší Alexander (Sándor, 1881–1946) působil ještě v době monarchie v diplomacii a v letech 1933–1941 byl maďarským velvyslancem ve Francii. Mladší Karl (Károly, 1888–1960) sloužil v c. k. armádě a byl členem Sněmovny magnátů.
Károlyho mladší bratr Heinrich (1860–1928) byl c. k. komořím a dědičným členem uherské Sněmovny magnátů. Jejich sestra Sabina (1863–1942) byla manželkou hraběte Jana Jindřicha Voračického z Paběnic, majitele velkostatku Monostór. 

## Majetkové poměry
Po otci a spřízněném rodu Viczayů byl dědicem několika velkostatků ve čtyřech uherských župách a patřilo mu bezmála 13.000 hektarů půdy. Původním rodovým sídlem byl zámek Nuštar v Chorvatsku, Károly později přesídlil na zámek Hédervár poblíž Győru. Tento zámek nechal v letech 1906–1907 nákladně přestavět. 